# 轮叶无心菜
轮叶无心菜（学名：Arenaria galliformis）是石竹科无心菜属的植物，为中国的特有植物。分布于中国大陆的四川等地，生长于海拔4,200米至4,300米的地区，多生在岩石缝隙中，目前尚未由人工引种栽培。